# Atympanophrys
Atympanophrys és un gènere d'amfibis anurs de la família Megophryidae. Es troben a Yunnan, a la Xina.

## Taxonomia
Segons Amphibian Species of the World, el gènere té 4 espècies acceptades:
- Atympanophrys gigantica (Liu, Hu & Yang, 1960).
- Atympanophrys nankiangensis (Liu and Hu, 1966)
- Atympanophrys shapingensis (Liu, 1950).
- Atympanophrys wawuensis (Fei, Jiang, and Zheng, 2001)